# Paris Open 1991
Il Paris Masters 1991 è stato un torneo di tennis che si è giocato sul Sintetico indoor. È stata la 20ª edizione del Paris Masters, che fa parte della categoria Super 9 nell'ambito dell'ATP Tour 1991. Il torneo si è giocato nel Palais omnisports de Paris-Bercy di Parigi in Francia, dal 28 ottobre al 4 novembre 1991.

## Campioni

### Singolare
Guy Forget ha battuto in finale  Pete Sampras con il punteggio di 7–6(3), 6–3, 3–6, 6–3

### Doppio
John Fitzgerald /  Anders Järryd hanno battuto in finale  Kelly Jones /  Rick Leach con il punteggio di 3–6, 6–3, 6–2